# Ray Reardon
Ray Reardon MBE (ur. 8 października 1932 w Tredegar, zm. 19 lipca 2024) – snookerzysta walijski, sześciokrotny mistrz świata.
Po sukcesach w snookerze amatorskim (mistrzostwo Walii i Anglii) był od 1967 zawodowcem. W swoim debiucie w mistrzostwach świata w 1969 odpadł już w pierwszej rundzie, ulegając Fredowi Davisowi; kolejną edycję mistrzostw Reardon wygrał, pokonując w finale Johna Pulmana 39:34. Kolejne tytuły zdobywał w latach 1973–1976 oraz 1978; w finale 1982 uległ Alexowi Higginsowi.
Był pierwszym liderem rankingu światowego od chwili jego ustanowienia w 1976 do 1981 (ponownie w sezonie 1982/1983). Po raz ostatni znaczący rezultat na mistrzostwach świata uzyskał w 1985 (półfinał), zakończył karierę w 1990.
Wśród innych jego sukcesów była m.in. wygrana w turnieju B&H Masters 1976.